# Cod vestimentar

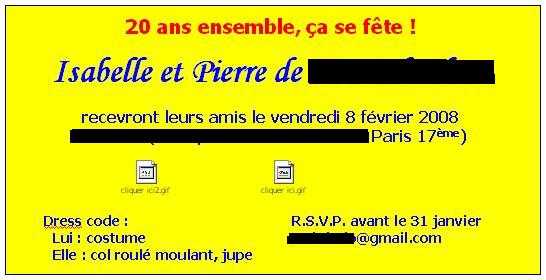
Invitație cu indicarea codului vestimentar

Codul vestimentar sunt niște norme sociale scrise sau nescrise referitoare la modul de a se îmbrăca. Pot fi considerate ca fiind comunicare nonverbală.
Codul vestimentar nu este de obicei regulat prin lege, dar există excepții, precum obligația de a purta năframă de către femei în Iran. Tot în Iran există o fatwa referitoare la purtatul cravatelor.
Codul vestimentar adoptat poate uneori da indicii referitoare la statutul social, sau chiar clasa socială, ocupația, religia, preferințele politice, situația familială etc. a purtătorului.
Unele firme le impun angajaților un cod vestimentar, în special pentru acei angajați care au contact cu clienții.